# Eva Wikman
Eva Wikman, född 18 augusti 1921 i Västerås, död 18 juni 1980 i Masthuggs församling i Göteborg, var en svensk skådespelare.

## Biografi
Eva Wikman var dotter till köpman Egon Wikman och Viktoria Borg. Eva Wikman var från 1949 gift med musikern Holger Koltoft. Hon är gravsatt i minneslunden på Västra kyrkogården i Göteborg.

## Filmografi
- 1943 – Bambi (svensk röst)
- 1948 – Banketten
- 1949 – Flickan från tredje raden
- 1950 – Den vita katten
- 1953 – Vägen till Klockrike
- 1962 – Kvartetten som sprängdes (TV-teater)

## Teater

### Roller
| År   | Roll           | Produktion                                                  | Regi             | Teater           |
| ---- | -------------- | ----------------------------------------------------------- | ---------------- | ---------------- |
| 1947 | Ett hembiträde | Han träffas inte här Gustaf Hellström                       | Ernst Eklund     | Blancheteatern   |
| 1949 | Jenny          | Dödsdansen August Strindberg                                | Gunnar Olsson    | Blancheteatern   |
| 1949 | Greta          | De fem fåglarna Staffan Tjerneld                            | Björn Berglund   | Blancheteatern   |
| 1952 | Thérèse        | Pappa, mamma, barn (Lorsque l’enfant partait) André Roussin | Per Gerhard      | Vasateatern      |
| 1954 | Pia            | Litet bo Herbert Grevenius                                  | Per-Axel Branner | Nya Teatern      |
| 1955 | Fru Soames     | Vår lilla stad (Our Town) Thornton Wilder                   | Per-Axel Branner | Nya Teatern      |
| 1955 | Bertha         | Min fru på drift (This Was a Man) Noël Coward               | Frank Sundström  | Nya Teatern      |
| 1955 | Mabel          | Simon och Laura (Simon and Laura) Alan Melville             | Per-Axel Branner | Lisebergsteatern |
| 1955 | Mabel          | Simon och Laura (Simon and Laura) Alan Melville             | Per-Axel Branner | Nya Teatern      |
| 1956 | Berrie         | Min fru på drift (This Was a Man) Noël Coward               | Per-Axel Branner | Lisebergsteatern |